# Ryan Malgarini
Ryan Timothy Malgarini (født 12. juni 1992) er en amerikansk filmskuespiller.